# SSM-A-14 Redstone
SSM-A-14 Redstone – amerykański pocisk balistyczny krótkiego zasięgu (SRBM) napędzany jednym stopniem napędowym na paliwo ciekłe. Paliwo − alkohol etylowy lub hydyne (60% niesymetrycznej dimetylohydrazyny i 40% dietylenotriaminy) (masowo), utleniacz − tlen. Opracowany pod kierunkiem i przy udziale zespołu Wernhera von Brauna. Redstone był większy niż oryginalny pocisk V2, zdolny do przenoszenia głowicy jądrowej i w odróżnieniu od również opartego na V2 radzieckiego pocisku SS-1A, miał oddzielającą się od pocisku głowicę bojową. Pocisk ten odegrał również znaczącą rolę jako rakieta transportowa, do wynoszenia w przestrzeń kosmiczną satelitów Explorer.
Pocisk ten nie mógł stanowić odpowiedzi na zmieniającą się sytuację militarną, stąd też nie był przewidziany do użycia jako taktyczny pocisk balistyczny. Jego zadaniem było odstraszanie przez stwarzanie zagrożenia jądrowego dla terytorium ZSRR. Mimo iż Redstone był pociskiem mobilnym-drogowym, z uwagi na napęd oparty na paliwie ciekłym, jego taktyczny transport był ekstremalnie trudny, niebezpieczny i w rzeczywistości nierealny. Program pocisku SM-A-14 (bądź też PGM-11A) rozpoczęty został w roku 1950, natomiast w roku 1956 rozpoczęto prace nad głowicą W-39. Testy pocisku w locie rozpoczęły się w roku 1953. Pierwszy start miał miejsce 20 sierpnia 1953 roku. Na 41 startów Redstone do 1958 r. zawiódł tylko w dwóch przypadkach. W roku 1958 został wprowadzony do służby. Ogólnie w służbie bojowej pozostawało 60 pocisków Redstone zastąpionych w roku 1965 przez pociski Pershing I.